# 漆原郡
漆原郡（チルォンぐん、チロンぐん、칠원군）は、韓国慶尚南道咸安郡東北の漆原邑、漆西面、漆北面と飛地だった昌原市馬山合浦区亀山面にあった旧行政区域である。

## 由来
漆原という地名は上古時代までさかのぼることができる。三韓時代に弁辰接塗国があったが、韓国の記録ではこれを漆浦国として記録していた。後に新羅に編入されて漆吐県と記されている。景徳王の時に漆堤県と呼ばれたが、旧地名の塗・吐の字は堤防の意を持つとみなす。

## 歴史
- 三韓時代 - 弁辰接塗国
- 伽耶 - 漆浦国だった。2世紀後半から3世紀初に、漆浦国は浦上八国に加盟し、伽耶、新羅を攻撃した。
- 伽耶後期 - 久礼牟羅または久礼山戍と呼ばれ、おそらく昌原の卓順国の領域。
- 531年 - 百済が伽耶地域を勢力圏の下に入れるために久礼牟羅まで進出した。これにより卓順国が新羅に投降し、異斯夫の新羅軍は久礼牟羅の百済軍を敗退させて漆原一帯を占領した。
- 新羅 - 久礼牟羅を領土化して漆吐県とした。
- 757年（景徳王16年） - 漆堤県に改称し、昔の卓順国だった義昌郡の属県になった。
- 高麗時代 - 今の名前である漆原県になった。
- 1018年（顕宗9年） - 県に降格され義安郡および旧義安郡内の属県が一括金州の属郡に編入された。
- 1391年（恭譲王3年） - 監務を設置して独立した。同時に亀山県が編入された。これにより現在の昌原市馬山合浦区亀山面地域は1906年まで飛地として漆原に属した。
- 1413年（太宗13年） - 監務が県監に変更された。
- 1601年 - 壬辰倭乱の後遺症で人口および邑税が激減して昌原都護府に編入された。
- 1617年（光海君9年） - 県が再興した。
- 1759年（英祖35年） - 当時の漆原県の人口は2千567戸、1万953人だった。
- 1895年 - 二十三府制により行政区域が再編され、晋州府漆原郡になった。
- 1896年 - 十三道制に還元され、慶尚南道に属した。
- 1908年 - 行政区域統合で咸安郡に合併した。傘下の面が咸安郡漆原面・漆北面・漆西面と昌原府亀山面に編成された。